# Ángeles de Puebla
El Club de Fútbol Ángeles de Puebla fue un equipo de futbol de México que jugó en la Primera División y en la Primera División 'A' mexicana, tuvo como sede la ciudad de Puebla de Zaragoza.

## Historia
El equipo nace en la temporada 1984-85 después de la compra de la franquicia del Club de Fútbol Oaxtepec. Este equipo no tuvo grandes triunfos, pero siempre contó con el apoyo de la gente. Fue un equipo aguerrido que se esforzó en gran medida en su estancia en la primera división.
El primer partido de Liga de los Ángeles de Puebla ocurre el 20 de agosto de 1984 en un juego en casa contra el Atlas de Guadalajara y es el delantero Jorge Marinero quien firma el primer gol de este nuevo equipo en un torneo de Liga consiguiendo así su primera victoria. En esta primera incursión en la Liga Mayor, los Ángeles del Puebla consigue el subcampeonato, este equipo era apodado por la prensa de la capital del país como el de los "millonarios".
De los 24 partidos disputados en este torneo de Liga 84-85, el Puebla obtuvo 14 victorias y 2 empates consiguiendo 30 puntos que le valieron, con 53 goles a favor y 30 en contra, el equipo campeón fue el América. En el torneo de Copa 84-85, el equipo resultó campeón, su primer campeonato de Copa, con 10 puntos resultado de 4 partidos ganados y 2 empatados y sólo uno perdido.

### Segunda aparición y desaparición
Finalizado el torneo Verano 99'; Puebla FC termina descendiendo, pero en el draft de Ixtapa Francisco Bernat adquiere la franquicia de Unión de Curtidores recién ascendido ese año, posteriormente la directiva determinó el destino de la franquicia recién descendida de Puebla pues ambas franquicias se llamaban Puebla FC, uno jugaría en Primera división y otro en la Primera 'A', entonces resurge el nombre de Ángeles de Puebla pero utilizando el mismo uniforme que el equipo de primera división y lo utilizó como su filial; Compitió a partir del Invierno 99' bajo la dirección técnica de Juan Manuel Álvarez, consiguiendo un buen torneo de 33 puntos ubicándose en primero del grupo 1; clasificando a la liguilla donde fue eliminado por Real San Luis por un 5-2 global. En el verano 2000 de nuevo protagoniza al alcanzar otra liguilla por obtener 32 puntos quedando en primero del grupo 1 y tercer lugar general y teniendo como goleador a Oswaldo Nartallo que contabilizo 9 goles, se enfrentó en cuartos a Atlético Yucatán perdiendo el de ida 3-1, en la vuelta los Ángeles lo masacrarón 6-0 en el estadio Cuauhtémoc; en semifinal jugó contra Irapuato empatando el primero 1-1 y en la vuelta los freseros dan cuenta, ganando 2-1. luego de concluido el torneo la directiva del Puebla no quiso solventarlos más ecónomicamente y vendieron los mejores jugadores mientras otros pasaron al primer equipo, entonces deciden "jugársela" con jugadores de cantera que promediaban 18 años, y como nuevo técnico llegó Guillermo Vázquez Mejia, el resultado fue un pésimo torneo de 10 puntos ubicándose en último lugar general; primero empatan 1-1 con Lobos UAP y solo lograron ganar 3 veces siendo ante Yucatán 2-1 en la jornada 3; 2-1 a Bachilleres en la 5 y 3-0 a Halcones de Querétaro en la 7; a partir de ese triunfo impuso una marca negativa de 12 derrotas consecutivas en la subdivisión. terminada la temporada la directiva del equipo lo vende a la Universidad Cuauhtémoc de Puebla; quienes lo renombran San Sebastián para el torneo Verano 2001, así termina su segunda etapa.

## Jugadores destacados
- Héctor Tapia Garcia
- Bernardo Contreras Reyes
- Rafael Toribio Garcia
- Ernesto de la Rosa

## Uniformes
| Local | Visitante | Local | Visitante |

Los primeros dos uniformes fueron utilizados en 1984, mientras que el uniforme de la franja fue utilizado del invierno 1999 al verano 2001.
- Datos: Q252103